# کاواکلیدره
کاواکلیدره (به ترکی استانبولی: Kavaklıdere) یک منطقهٔ مسکونی در ترکیه است که در استان موغله واقع شده‌است. کاواکلیدره ۸۸۰ متر بالاتر از سطح دریا واقع شده‌است.